# 千智风声
风声是一款由千智桌游开发、以同名电影风声为背景的桌上游戏，面对12岁以上的玩家，适合2至9人进行游戏。游戏于2010年1月1日上市，是中国首款以谍战为游戏背景的桌上游戏。同年3月千智桌游推出补充包《绝密行动》，6月推出标准版。
2010年12月10日网络版“千智风声”开始内测。

## 游戏概述

### 标准规则
风声可供2至9人游戏。玩家被分为潜伏战线、军情处与打酱油的共3个阵营，每个阵营的人数视参与游戏的人数而变化，一些时候阵营人数的组合有多种选择。详细的各阵营人数请参见右表。
| 游戏人数 | 潜伏战线 | 军情处 | 打酱油的 |
| -------- | -------- | ------ | -------- |
| 2        | 1        | 1      | 0        |
| 3        | 1        | 1      | 1        |
| 4        | 1        | 1      | 2        |
| 4        | 2        | 2      | 0        |
| 5        | 2        | 2      | 1        |
| 6        | 2        | 2      | 2        |
| 6        | 3        | 3      | 0        |
| 7        | 3        | 3      | 1        |
| 7        | 2        | 2      | 3        |
| 8        | 3        | 3      | 2        |
| 9        | 3        | 3      | 3        |

各阵营的胜利条件：
- 潜伏战线：一名潜伏战线玩家获得三张红色情报，则潜伏战线所有玩家胜利；
- 军情处：一名军情处玩家获得三张蓝色情报，则军情处所有玩家胜利；
- 打酱油的：完成角色牌上所给出的机密任务，则自己获得胜利。
- 任何一名角色获得三张黑色情报，则立即死亡。

#### 游戏准备
向每位玩家随机分发两张角色牌，每位玩家从中选择一张作为自己的角色。所有玩家选择完毕后，潜伏的角色面朝下盖伏，其他角色必须亮出。随后每位玩家抽取一张身份牌以及三张游戏牌作为起始手牌。

#### 进行游戏
游戏逆时针进行，每位玩家的回合按照如下顺序进行：
- 抽取两张游戏牌加入手牌。
- 出牌阶段：使用任何手牌。任何玩家均可在此时使用角色技能，可以跳过此阶段。
- 传递情报：选择一张情报传出，每个回合必须且只能传出一张情报。任何玩家均可在此时使用角色技能。情报分为文本、密电与直达。
  - 文本：情报面朝上逆时针传递，直到某位玩家接收该情报。若所有玩家都不接收，则由传情报的玩家接收。
  - 密电：情报面朝下逆时针传递，其余与文本相同。
  - 直达：挑选一位接受者，并将情报面朝下传递给他，此玩家可以选择接收或退回。若被退回，则由传出情报者接收。
- 出牌阶段2：使用任何手牌。任何玩家均可在此时使用角色技能，可以跳过此阶段。
- 回合结束，轮到逆时针下一位玩家开始回合。

### 进阶规则
当场上游戏玩家为六人（2位潜伏战线、2位军情处、2位打酱油的）或9人（3位潜伏战线、3位军情处、3位打酱油的）时，可以选择让打酱油的玩家结盟，当一位打酱油的玩家宣告胜利时则同阵营玩家一同获胜。这种规则被称为酱油同盟。
此外，为了调整游戏节奏，玩家可以改变胜利条件，例如潜伏战线和军情处需要4张红情报或者蓝情报方可宣告胜利。

## 卡牌种类
卡牌共分三种，分别为身份牌、功能牌和角色牌。

### 身份牌
身份牌共分三种，分别为潜伏战线、军情处、打酱油的。每种身份牌有3张，共计9张。

### 功能牌

#### 旧版
功能牌共有81张，其中分为25张蓝色卡牌、25张红色卡牌与31张黑色卡牌；也可分为32张密电情报、32张直达情报与17张文本情报。功能牌既可在相应的阶段按照其效果打出，也可以在情报传递回合作为情报传出。
| 名称     | 功能                                                                             | 传递方式 | 卡牌颜色 |
| 锁定     | 指定一位玩家必须接受此回合传递的情报                                             | 直达     | 3+3+6=12 |
| 调虎离山 | 指定一位玩家不参与此次情报传递                                                   | 文本     | 2+2+2=6  |
| 退回     | 当情报到达玩家面前时使用，改变情报的传递方向                                     | 文本     | 3+3+2=8  |
| 截获     | 获得一张传递中的情报                                                             | 密电     | 1+1+6=8  |
| 破译     | 检视传递到玩家面前的情报                                                         | 密电     | 2+2+2=6  |
| 烧毁     | 烧毁一份假情报                                                                   | 直达     | 2+2+2=6  |
| 识破     | 使一张卡牌无效                                                                   | 直达     | 5+5+4=14 |
| 真偽莫辨 | 从自己开始逆时针每位玩家抽取一张牌作为情报                                       | 文本     | 1+1+1=3  |
| 试探     | 试探一位玩家是否为某一身份，成功则可令对方弃一张手牌或摸两张牌，根据牌面文字而定 | 密电     | 6+6+6=18 |

#### 新版
功能牌共有81张，其中分为24张蓝色卡牌、24张红色卡牌与33张黑色卡牌；也可分为47张密电情报、26张直达情报与8张文本情报。功能牌既可在相应的阶段按照其效果打出，也可以在情报传递回合作为情报传出。
| 名称     | 功能                                                                             | 传递方式 | 卡牌颜色 |
| 锁定     | 指定另一位玩家必须接受此回合传递到他面前的情报                                   | 密电     | 5+5+4=14 |
| 调虎离山 | 指定另一位玩家不参与此次情报传递                                                 | 密电     | 2+2+4=8  |
| 退回     | 当情报到达玩家面前时使用，改变情报的传递方向                                     | 文本     | 2+2+2=6  |
| 截获     | 获得一张传递中的情报                                                             | 直达     | 1+1+6=8  |
| 破译     | 检视传递到自己面前的情报                                                         | 密电     | 3+3+1=7  |
| 烧毁     | 烧毁一份假情报                                                                   | 直达     | 1+1+4=6  |
| 识破     | 使一张卡牌无效                                                                   | 直达     | 3+3+6=12 |
| 真偽莫辨 | 从自己开始逆时针每位玩家抽取一张牌作为情报                                       | 文本     | 1+1+0=2  |
| 试探     | 试探一位玩家是否为某一身份，成功则可令对方弃一张手牌或摸两张牌，根据牌面文字而定 | 密电     | 6+6+6=18 |

### 角色牌

#### 旧版
角色牌分为公开角色与潜伏角色。其中公开角色有17张，潜伏角色有9张，共计26张。
| 类型         | 角色       | 技能               | 机密任务                                                                       | 性别 |
| 潜伏         | 老鬼       | 就计、城府、遗志   | 死亡時有三张或以上的红色手牌                                                   | 女   |
| 潜伏         | 老枪       | 就计、合谋         | 获得三张或以上的红色情报                                                       | 男   |
| 潜伏         | 闪灵       | 狙击               | 亲手杀死一位没有真情报的玩家                                                   | 女   |
| 潜伏         | 黑玫瑰     | 血染玫瑰           | 亲手杀死一位有三张或以上真情报的玩家                                           | 女   |
| 潜伏         | 峨嵋风     | 截上截、计中计     | 获得三张或以上的蓝色情报                                                       | 男   |
| 潜伏         | 老金       | 弃卒保帅、釜底抽薪 | 手牌集齐三张红色卡牌和三张蓝色卡牌                                             | 男   |
| 潜伏         | 译电员     | 破译、洞悉         | 获得三张以上的蓝色情报                                                         | 女   |
| 潜伏（擴充） | 浮萍       | 先机、后着         | 你成为第二名或以后死亡的玩家                                                   | 女   |
| 潜伏（擴充） | 黄雀       | 潜藏伏击、黄雀在后 | 一位潜伏战线和一位军情处玩家死亡                                               | 女   |
| 公开         | 情报处长   | 隔墙有耳、偷龙转凤 | 获得三张或以上的红色情报                                                       | 男   |
| 公开         | 职业杀手   | 连击、预谋         | 亲手让另一位玩家成为第二位或以后死亡的玩家                                     | 男   |
| 公开         | 礼服蒙面人 | 英雄、救美         | 一位女性宣告胜利                                                               | 男   |
| 公开         | 柒佰       | 敏锐、联动、风度   | 获得五张或以上的真情报                                                         | 男   |
| 公开         | 刀锋       | 亮剑、嗜血         | 一位潜伏战线玩家和一位军情处玩家死亡                                           | 男   |
| 公开         | 大美女     | 精明、爱情         | 当一位男性角色宣告胜利时，你获得的假情报少于等于一张                           | 女   |
| 公开         | 六姐       | 拷问、搜取         | 获得六张或以上的情报                                                           | 女   |
| 公开         | 小马哥     | 英雄本色           | 一位潜伏战线玩家和一位军情处玩家死亡                                           | 男   |
| 公开         | 怪盗阿十   | 阴谋、阳谋         | 获得十张或以上的手牌                                                           | 男   |
| 公开         | 贝雷帽     | 换日、偷天         | 手牌集齐三张红色卡牌和三张蓝色卡牌                                             | 男   |
| 公开         | 小白       | 乔装、收买、败露   | 你第一个死亡，或潜伏战线与军情处其中一方全灭                                   | 男女 |
| 公开（擴充） | 蝮蛇       | 声东击西、弹药无限 | 当一位玩家宣告胜利时，没有玩家死亡。你的胜利会导致他的宣告失败                 | 男   |
| 公开（擴充） | 易先生     | 貪婪、洞察、情仇   | 當一位玩家宣告勝利時，已有玩家死亡，你的勝利會導致他的宣告失敗                 | 男   |
| 公开（擴充） | 無間行者   | 城府、加密、絕密   | 一位玩家因為獲得你傳出的情報宣告勝利，你的勝利會導致他的宣告失敗               | 男   |
| 公开（擴充） | 潮汐       | 城府、時差         | 一位玩家因為獲得你傳出的情報宣告勝利，你的勝利會導致他的宣告失敗               | 男   |
| 公开（擴充） | 千面女郎   | 城府、逢緣、笙歌   | 你左手邊的第一位玩家或你右手邊的第一位玩家宣告勝利，你的勝利會導致他的宣告失敗 | 女   |
| 公开（擴充） | 黑手       | 殘忍、冷血、濫殺   | 親手殺死一位女性                                                               | 男   |

#### 新版
角色牌分为公开角色与潜伏角色。其中公开角色有15张，潜伏角色有10张，共计25张。
| 类型 | 角色       | 技能               | 机密任务                                                       | 性别 |
| 潜伏 | 老鬼       | 就计、城府、遗志   | 死亡時有三张或以上的红色手牌                                   | 女   |
| 潜伏 | 浮萍       | 先机、后着         | 你成为第二名或以后死亡的玩家                                   | 女   |
| 潜伏 | 老枪       | 就计、合谋         | 获得三张或以上的红色情报                                       | 男   |
| 潜伏 | 闪灵       | 狙击               | 亲手杀死一位没有真情报的玩家                                   | 女   |
| 潜伏 | 黑玫瑰     | 血染玫瑰           | 亲手杀死一位有三张或以上真情报的玩家                           | 女   |
| 潜伏 | 峨嵋风     | 截上截、计中计     | 获得三张或以上的蓝色情报                                       | 男   |
| 潜伏 | 老金       | 弃卒保帅、釜底抽薪 | 手牌集齐三张红色卡牌和三张蓝色卡牌                             | 男   |
| 潜伏 | 译电员     | 破译、洞悉         | 获得三张以上的蓝色情报                                         | 女   |
| 潜伏 | 黄雀       | 潜藏伏击、黄雀在后 | 一位潜伏战线和一位军情处玩家死亡                               | 女   |
| 潜伏 | 钢铁特工K  | 警觉、掩护         | 手牌集齐四张识破                                               | 男   |
| 公开 | 情报处长   | 隔墙有耳、偷龙转凤 | 获得三张或以上的红色情报                                       | 男   |
| 公开 | 职业杀手   | 连击、预谋         | 亲手让另一位玩家成为第二位或以后死亡的玩家                     | 男   |
| 公开 | 礼服蒙面人 | 英雄、救美         | 一位女性宣告胜利                                               | 男   |
| 公开 | 柒佰       | 敏锐、联动、风度   | 获得五张或以上的真情报                                         | 男   |
| 公开 | 刀锋       | 亮剑、嗜血         | 一位潜伏战线玩家和一位军情处玩家死亡                           | 男   |
| 公开 | 大美女     | 精明、爱情         | 当一位男性角色宣告胜利时，你获得的假情报少于等于一张           | 女   |
| 公开 | 六姐       | 拷问、搜取         | 获得六张或以上的情报                                           | 女   |
| 公开 | 小马哥     | 英雄本色           | 一位潜伏战线玩家和一位军情处玩家死亡                           | 男   |
| 公开 | 怪盗九九   | 阴谋、阳谋         | 获得九张或以上的手牌                                           | 男   |
| 公开 | 贝雷帽     | 换日、偷天         | 手牌集齐三张红色卡牌和三张蓝色卡牌                             | 男   |
| 公开 | 小白       | 乔装、收买、败露   | 你第一个死亡，或潜伏战线与军情处其中一方全灭                   | 男女 |
| 公开 | 蝮蛇       | 声东击西、弹药无限 | 当一位玩家宣告胜利时，没有玩家死亡。你的胜利会导致他的宣告失败 | 男   |
| 公开 | 戴笠       | 笑里藏刀、运筹帷幄 | 获得三张或以上的蓝色情报                                       | 男   |
| 公开 | 福尔摩斯   | 揭露、真相         | 获得三张或以上的红色情报                                       | 男   |
| 公开 | 致命香水   | 攻守兼备、临危受命 |                                                                | 女   |

## 评价与争议
风声的开发非常迅速，并且针对高校学生群体展开大量的线下推广活动并筹办战队比赛，因此被评价为是桌游研发的一匹黑马。在由信息时报主办的2010游戏企业“飞跃榜”评选中，千智桌游因风声而被评为“国内最佳原创桌游研发商”。
但是，风声也被部分玩家指为抄袭，认为游戏的设计集合了《三国杀》、《暗影猎人》、《酒神的盛宴》等著名卡牌游戏的元素。对此设计师黄磊表示“在一个游戏里刻意找出其他游戏的影子，对设计师并不公平，因为游戏设计师肯定会受到其他游戏的影响”。此外，虽然风声会使人联想到同名电影，但是两者之间并无版权联系。一般来说仅使用角色等信息并不构成侵权，但是中国没有规定明确的商品化权，因此还不能通过著作法或者商标法进行保护。